# 克塞尼娅·斯塔德-德容
克塞尼娅·斯塔德-德容（荷蘭語：Xenia Stad-de Jong，1922年3月4日—2012年4月3日），荷兰女子田径运动员。她曾代表荷兰参加1948年夏季奥林匹克运动会田径比赛，获得女子4×100米接力金牌。